# Lars Ahlström (målare)
Lars Ahlström var en svensk kyrkomålare. 
Ahlström skrevs in som lärling hos Christian von Schönfeldt 1748 och blev mästare i Göteborgs Målareämbete 1759. Han var bosatt i Lidköping. Som gesäll utförde han tapetmålningar för Odensåkers prästgård. Detta arbete ansågs av mästarna som konkurrens och Ahlström tvingades att ansöka om mästarvärdighet. För Önums kyrka utförde han 1760 takmålningen Treenigheten, yttersta domen och helvetet.